# The Animals (album)
The Animals est le premier album américain éponyme du groupe British Invasion The Animals. Sorti en fin de l'été 1964, l'album présente aux États-Unis le « son R&B traînant, sale (avec l'accent mis sur le B) » qui caractérise le groupe. L'album comporte de nombreuses chansons américaines, écrites par des gens comme Chuck Berry, Fats Domino et John Lee Hooker, ainsi que leur premier classique no 1: House of the Rising Sun, présenté ici dans sa forme tronquée à la radio (elle sera rétabli sur toute sa longueur en 1966 dans la compilation The Best of The Animals).
La version destinée au marché britannique The Animals (en) a été mise en vente un mois plus tard avec des titres sensiblement différents.

## Liste des chansons

### Face A
1. House of the Rising Sun (Traditionnel, arrangé par Alan Price) (single version)
2. Blue Feeling (Jimmy Henshaw)
3. The Girl Can't Help It (Bobby Troup)
4. Baby Let Me Take You Home (Wes Farrell, Bert Russell)
5. The Right Time (Lew Herman)
6. Talkin' 'Bout You (Ray Charles) (Edited short version)

### Face B
1. Around and Around (Chuck Berry)
2. I'm in Love Again (Dave Bartholomew, Fats Domino)
3. Gonna Send You Back to Walker (Gonna Send You Back to Georgia) (Johnnie Mae Matthews)
4. Memphis, Tennessee (Chuck Berry)
5. I'm Mad Again (John Lee Hooker)
6. I've Been Around (Fats Domino)

## Personnel
- Eric Burdon : chant
- Alan Price : piano
- Hilton Valentine : guitare
- Chas Chandler : basse
- John Steel : batterie